# Kim Thúy
Kim Thúy Ly Thanh, CM CQ (Ho Si Minh-város, 1968. szeptember 18. –) vietnámi születésű kanadai író. Kim Thúy 1968-ban született Vietnámban. Tízéves korában a médiában általánosan „csónaklakóként” emlegetett menekülthullámmal együtt elhagyta Vietnámot, és családjával a kanadai Québecben telepedett le. Fordítói és jogi diplomát szerzett, dolgozott varrónőként, tolmácsként, ügyvédként és étteremtulajdonosként. A szerző számos díjat kapott, többek között 2010-ben a Governor General's Literary Awardot, 2018-ban pedig az Alternatív Nobel-díj négy legjobb döntőse között volt. Könyvei világszerte több mint 850 000 példányban keltek el, 31 nyelvre fordították le, és 43 országban és területen terjesztették. Kim Thúy Montréalban él, ahol az írásnak szenteli idejét.

## Élet és karrier
Tízéves korában Thúy szüleivel és két testvérével elhagyta Vietnámot, csatlakozva a több mint egymillió vietnami csónakoshoz, akik Saigon 1975-ös eleste után menekültek az ország kommunista rezsimje elől. Családja az ENSZ Menekültügyi Főbiztossága által fenntartott malajziai menekülttáborba érkezett, ahol négy hónapot töltöttek, mielőtt egy kanadai küldöttség francia nyelvtudásuk miatt menekültstátuszra jelölte ki szüleit. Thúy és családja 1979 végén érkezett a Québec keleti részén fekvő Granbyben, majd később Montréalban telepedett le.
Thúy a Montréali Egyetemen szerzett alapdiplomát nyelvészet és fordítás szakon (1990), majd ugyanott jogi diplomát (1993). Pályája elején fordítóként és tolmácsként dolgozott, majd később a montreali székhelyű Stikeman Elliott ügyvédi iroda alkalmazta, hogy segítsen egy vietnámi projektben. Ebben a minőségében visszatért Vietnámba, mint a kanadai szakértők egy csoportjának tagja, akik az ország kommunista vezetésének tanácsot adtak a kapitalizmus felé tett óvatos lépéseikről. Férjével ugyanannál a cégnél dolgozva ismerkedett meg, és a házaspár első gyermeke egy vietnámi kiküldetés során született meg. Második gyermekük azután született, hogy a pár férje munkája miatt a thaiföldi Bangkokba költözött.
Miután visszaköltözött Montréalba, Thúy megnyitotta a Ru de Nam nevű éttermet, ahol megismertette a montrealiakkal a modern vietnámi konyhát. Öt évig vendéglősként dolgozott, majd egy teljes évet a kreatív írásnak szentelt, és Ru de Nam egy korábbi mecénásának köszönhetően kiadói szerződést kapott első könyvére.
2015-ben Thúy egyike volt a Canadian Immigrant Magazine által odaítélt "Top 25 kanadai bevándorló" díjazottjainak.
2017-ben a Concordia Egyetem díszdoktori címet adományozott neki.
2018-ban jelölték az Új Irodalmi Akadémia-díjra.

## Munkái
Ru című debütáló regénye a 2010-es Governor General's Awardson elnyerte a francia nyelvű szépirodalomért járó Governor General's Awardot. Az angol nyelvű kiadás Sheila Fischman fordításában 2012-ben jelent meg. A regény a 2012-es Scotiabank Giller Prize és a 2013-as Amazon.ca First Novel Award jelöltjei között szerepelt. A regény megnyerte a 2015-ös Canada Reads versenyt, ahol Cameron Bailey szónokolt érte.
2016-ban jelent meg harmadik regénye, a Vi. Az angol fordítás, amelyet szintén Fischman készített, 2018-ban jelent meg. A könyvet a 2018-as Scotiabank Giller Prize hosszú listájára jelölték.
A Thúy regényéből készült filmadaptációt, a Ru-t Charles-Olivier Michaud rendezte, és 2023-ban mutatták be.

## Könyvei
- Ru (Libre Expression, 2009)
  - Translated by Sheila Fischman (Random House Canada, 2012)
- À toi (Libre Expression, 2011), co-written with Pascal Janovjak
- Mãn (Libre Expression, 2013)
  - Translated by Sheila Fischman (Random House Canada, 2014)
- Vi (Libre Expression, 2016)
  - Translated by Sheila Fischman (Random House Canada, 2018)
- L’Autisme expliqué aux non-autistes (2017), by Brigitte Harrisson and Lise St-Charles with Kim Thúy
  - New Ways of Understanding Autism, trans. Juliet Sutcliffe (2019)
- Le secret des Vietnamiennes (Trécarré, 2017)
  - Secrets from My Vietnamese Kitchen, trans. Sheila Fischman and Marie Asselin (2019)
- Le poisson et l'oiseau (2019)
- Em (Libre Expression, 2020)
  - Translated by Sheila Fischman (Penguin Random House Canada, 2021)

### Magyarul
- ru (Ru) – Park, Budapest, 2024 · ISBN 9789636330873 · Fordította: Ádám Péter

## Fordítás
- Ez a szócikk részben vagy egészben  az   Anna Porter című angol Wikipédia-szócikk fordításán alapul.  Az eredeti cikk szerkesztőit annak laptörténete sorolja fel. Ez a jelzés csupán a megfogalmazás eredetét és a szerzői jogokat jelzi, nem szolgál a cikkben szereplő információk forrásmegjelöléseként.